# Katún (unidad maya)

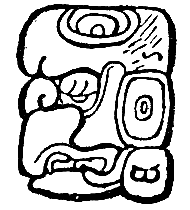
Glifo del Katun

Katún (del maya: K'Atun ‘especie de veinte años’‘hun katún (veinte años);ka katún (cuarenta años);ox katún (sesenta años)’) Unidad de tiempo del calendario maya equivalente, según  la versión más aceptada, a veinte años (en años —tunes— de 360 días), esto es, 7.200 días. Sin embargo, para algunas fuentes, un katún es un periodo de 13 años que contaban los mayas. A pesar de esta discrepancia interpretativa, en lo que todos los mayistas están de acuerdo es que katún significa fin de periodo, cierre de periodo de tiempo, ya que k'al tun significa en lengua maya piedra que cierra.
Según Alfredo Barrera Vásquez en su Diccionario de la Lengua Maya (Cordemex):

"...en lo que parece haber más claridad es que los números 13 y 20 tienen importante papel en el concepto de katún, ya que pueden ser 13 winales de a 20 días, o veinte trecenas (sic) de 20 días; lo que nos induce a pensar que puede llamársele también katún al año de 260 días, denominado año sagrado (por los mayas) y que quizá sea éste el u ah katún o katún lunar al que se refiere Juan Pio Pérez"

Los mayas, quienes produjeron numerosas inscripciones en el sistema de cuenta larga, llamaban a los días kin. Los períodos de veinte días recibían el nombre de winal; dieciocho winal eran equivalentes a un tun. Veinte tun conformaban un katún y, a su vez, veinte katunes conformaban un baktún. Rara vez, los mayas emplearon otras unidades de cómputo calendárico mayores que el baktún. En orden ascendente, los mayas empleaban las unidades conocidas como piktún, kalabtún, kinchiltún, y alautún.
La tabla siguiente representa las equivalencias de los períodos de acuerdo y los nombres que se conocen para ellos, en el idioma maya.

| Unidades de cómputo de la cuenta larga |         |              |
| Nombre maya                            | Días    | Equivalencia |
| kin                                    | 1       | —            |
| winal                                  | 20      | 20 kin       |
| tun                                    | 360     | 18 winal     |
| katún                                  | 7.200   | 20 tun       |
| baktún                                 | 144.000 | 20 katún     |

Katún también significa según el mismo diccionario de la lengua maya antes citado: soldado, batallón, ejército.